# Слобода (Підляське воєводство)
Слобода (пол. Słoboda) — село в Польщі, у гміні Рачки Сувальського повіту Підляського воєводства.
Населення — 71 особа (2011).
У 1975-1998 роках село належало до Сувальського воєводства.

## Демографія
Демографічна структура станом на 31 березня 2011 року:
|          | Загалом | Допрацездатний вік | Працездатний вік | Постпрацездатний вік |
| -------- | ------- | ------------------ | ---------------- | -------------------- |
| Чоловіки | 39      | 6                  | 27               | 6                    |
| Жінки    | 32      | 7                  | 20               | 5                    |
| Разом    | 71      | 13                 | 47               | 11                   |